# Shabby chic

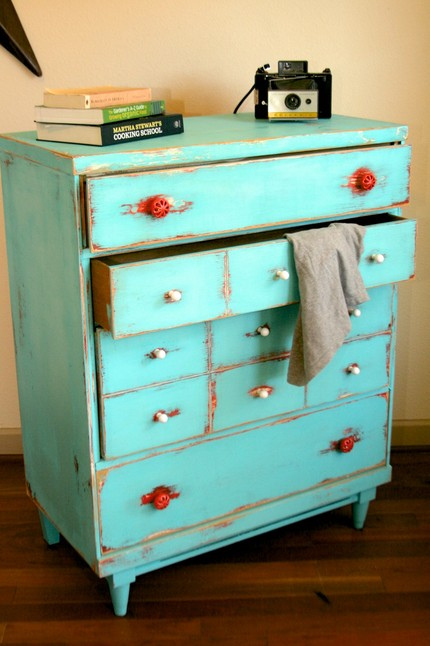
Prádelník s uměle vytvořeným starým vzhledem

Shabby Chic je designový styl, který se projevuje především v interiéru. Charakteristické jsou pro něj prvky, které odkazují na různé historické a romantické styly. Nábytek Shabby Chic má uměle vytvořený opotřebený vzhled, navozující dojem rustikality. 
Shabby Chic vznikl ve Velké Británii v osmdesátých letech 20. století, přičemž za zakladatelku je považována designérka Rachel Ashwellová. 
Velkou popularitu si získal v devadesátých letech v USA, kde byl hodně ovlivněn středomořskou kulturou Toskánska, Provence a Řecka.
Kromě solitérních kousků nábytku  a četných dekorací především s květinovým motivem (například tapety či keramické obklady a dlažba) si Shabby Chic libuje v pastelových barvách, nejčastěji v odstínech růžové, tyrkysové, bledě modré, fialové a žluté. Ty se obvykle kombinují s jemnými šedými, béžovými nebo smetanovými tóny.